# Cell (procesor)

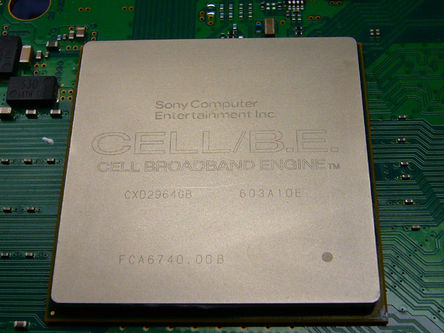
Procesor Cell w konsoli PlayStation 3

Cell (właśc. Cell Broadband Engine Architecture) – architektura procesora opracowana przez alians STI, w skład którego wchodzą firmy Sony, Toshiba i IBM. Procesor jest wytwarzany w technologii 90, 65 i 45 nm SOI.
W centrum projektowym – STI Design Center, w Austin w Teksasie, począwszy od marca 2001, w przeciągu czterech lat, wykonano projekt architektury oraz dokonano jej pierwszej implementacji. Budżet przedsięwzięcia, według informacji podanych przez firmę IBM, zbliżył się do 400 mln USD.
Najpopularniejszym produktem, w którym swoje zastosowanie znalazł procesor Cell, jest konsola Sony PlayStation 3. Odmiana procesorów Cell o zwiększonej wydajności dla obliczeń zmiennoprzecinkowych podwójnej precyzji nosi nazwę PowerXCell 8i. Ta odmiana jest wytwarzana w technologii 65 nm. Jest ona stosowana w niektórych maszynach serwerowych IBM, w tym w superkomputerach Nautilus i Roadrunner.